# Tayeb Braikia
Tayeb Braikia (Aarhus, 8 maart 1974) is een voormalig Deense prof-wielrenner en sinds 2009 bondscoach van de Deense wielerbond. Een taak die hij eerder ook al bekleedde van 2002 tot 2005. In zijn loopbaan als wielrenner was Braikia zowel op de weg als op wielerbaan succesvol. Hij was de eerste buitenlandse winnaar van de Ronde van Overijssel en won onder meer de Clásica de Almería in 2001. Die laatste wedstrijd zou tevens de laatste overwinning uit de loopbaan van Braikia blijken. In de eerste etappe van de Ronde van Murcia kwam de Deen dat jaar zwaar ten val in de massasprint. Een lange revalidatie volgde, maar zwaar schouderletsel zorgde ervoor dat Braikia nooit meer terugkeerde in het wielerpeloton.
Het meest succesvol was Braikia misschien wel op de baan. Hij won meerdere Deense titels op diverse onderdelen en was daarnaast twee keer winnaar van een zesdaagse. In 1997 won hij samen met landgenoot Jakob Piil de Zesdaagse van Grenoble, waarna hij in 1999 samen met Jimmi Madsen in eigen land de Zesdaagse van Kopenhagen op zijn naam schreef.

## Voornaamste overwinningen
1997
- Zesdaagse van Grenoble
- Deens kampioenschap baanwielrennen, ploegenachtervolging

1998
- Ronde van Overijssel
- Deens kampioenschap baanwielrennen, ploegenachtervolging

1999
- 2 ritten en eindklassement Circuit Franco-Belge

2001
- Clásica de Almería

## Resultaten in voornaamste wedstrijden
| Jaar | Ronde van Italië | Ronde van Frankrijk | Ronde van Spanje |
| ---- | ---------------- | ------------------- | ---------------- |
| 2000 | 114e             |                     |                  |

Aerts · Baguet · Blijlevens · Braikia · Brandt · D'Hollander · De Clercq · De Waele · Eeckhout · Gardeyn · Marichal · Michajlov · Paulissen · Tchmil · Van de Wouwer · Van Dyck · van Gulik · Van Hyfte · Van Lancker · Van Speybroeck · I. Verbrugghe · R. Verbrugghe · Vermaut · Amorison (stagiair) · Van Huffel (stagiair) · Van Impe (stagiair)
Aerts · Amorison · Baguet · Braikia · Brandt · D'Hollander · De Clercq · Detilloux · Eeckhout · Gardeyn · Marichal · McEwen · Michajlov · Stremersch · Tchmil · Van de Wouwer · Van Dijk · van Gulik · Van Impe · Van Lancker · Van Petegem · Van Speybroeck · I. Verbrugghe · R. Verbrugghe · Vermaut · Vierhouten · Caethoven (stagiair) · D'Haese (stagiair) · Van der Slagmolen (stagiair)